# Vargdammen
Vargdammen är en sjö i Hällefors kommun i Västmanland och ingår i Norrströms huvudavrinningsområde.